# Jane March
Pour les articles homonymes, voir March.
Jane March Horwood, dite Jane March, est une actrice  et un mannequin britannique, née le 20 mars 1973 à Edgware, dans le Grand Londres.

## Biographie

### Jeunesse & débuts
Née d'un père anglais d'origine espagnole et d'une mère vietnamienne, Jane March Horwood avait tout juste 18 ans quand elle a joué dans le film L'Amant (1992), de Jean-Jacques Annaud qui l'avait remarquée sur la couverture du magazine Just Seventeen. Avant ce film, elle n'avait jamais joué au cinéma, mais avait déjà posé comme mannequin pour divers magazines de mode depuis ses 15 ans. Ce film lui a valu le surnom de The Sinner from Pinner (« la pécheresse de Pinner », un quartier de Londres où elle a été élevée). 
Pendant le tournage de Color of Night (1994), avec Bruce Willis, elle tombe amoureuse de l'un des producteurs du film, Carmine Zozzora, millionnaire hollywoodien et gérant de la compagnie de production des films de Bruce Willis, Flying Heart. Ils se marient deux mois plus tard : elle avait 20 ans et lui 35. Ils divorcent en 2001.
Depuis 2004, elle est le modèle des joailliers Chopard.

### Vie familiale
Elle a été mariée à Carmine Zozzora (14 juin 1993 - 2001). Elle est actuellement mariée à Steven Waddington et ils ont eu ensemble un fils.

## Filmographie

### Cinéma
- 1992 : L'Amant : La jeune fille
- 1994 : Color of Night : Rose
- 1996 : Never Ever : Amanda Trevane Murray
- 1998 : Tarzan et la Cité perdue (Tarzan and the Lost City) : Jane Porter
- 1998 : Jeu d'espionne (Provocateur) : Sook Hee / Miya
- 2003 : Le Sang des Vikings (Beauty and the Beast) : Freya
- 2006 : Il mercante di pietre : Leda
- 2009 : My Last Five Girlfriends (en) : Olive
- 2010 : Le Choc des Titans (Clash of the Titans) : Hestia
- 2010 : Stalker : Linda
- 2011 : Perfect Baby : Emma
- 2011 : Will : Sister Noell
- 2013 : Jack the Giant Killer ou G-War - La Guerre des Géants : Serena
- 2014 : Flim: The Movie : Elle-même

### Télévision
- 2000 : Dark Prince: The True Story of Dracula (Téléfilm) : Lidia
- 2000 : Sydney Fox, l'aventurière (Relic Hunter) (Série TV) : Suzanne
- 2001 : Le monde des ténèbres (Dark Realm) (Série TV) : Sharon Steppling
- 2012 : Grimm's Snow White (Téléfilm) : Reine Gwendolyn
- 2013 : Un amour de pâtisserie (The Sweeter Side of Life) (Téléfilm) : Lana